# Гърбати костенурки
Гърбатите костенурки (Graptemys) са род влечуги от семейство Блатни костенурки (Emydidae).
Таксонът е описан за пръв път от швейцарския естественик Луи Агасиз през 1857 година.

## Видове
- Graptemys barbouri
- Graptemys caglei – Картова гърбата костенурка
- Graptemys ernsti
- Graptemys flavimaculata
- Graptemys geographica
- Graptemys gibbonsi
- Graptemys kerneri
- Graptemys kohnii
- Graptemys nigrinoda
- Graptemys oculifera – Пръстенчата трионогърба костенурка
- Graptemys ouachitensis
- Graptemys pearlensis
- Graptemys pseudogeographica
- Graptemys pulchra
- Graptemys sabinensis
- Graptemys versa